# Теория волн плотности
Тео́рия во́лн пло́тности (теория Линя и Шу волн плотности) — теория, предложенная Цзяцяо Линем и Фрэнком Шу в середине 1960-х гг. для объяснения спиральной структуры спиральных галактик. Она основана на идее о долгоживущих квазистационарных волнах плотности, представляющих собой участки диска галактики, обладающие повышенной плотностью (на 10-20 % большей). Эта теория также была успешно применена к системе колец Сатурна.

## Спиральные рукава галактики
Первоначально астрономами рассматривалась идея о том, что спиральные рукава материальны по своей природе. Если бы это предположение было верным, то спиральные рукава становились бы со временем всё более туго закрученными, поскольку вещество вблизи центра галактики вращается быстрее, чем вещество на краю галактики. Спустя лишь несколько оборотов рукава стали бы неотличимыми от остального диска.
Линь и Шу в 1964 предположили, что спиральные рукава не являются материальными образованиями, но представляют собой области повышенной плотности, напоминающие по сути идеи затор на дороге; машины двигаются сквозь подобный затор: в середине его плотность машин возрастает, причем сам затор практически не сдвигается по дороге по сравнению с движением машин. В галактике звёзды, газ, пыль и другие компоненты двигаются сквозь волны плотности, подвергаются сжатию и покидают волну.
Обозначим через {\displaystyle \Omega _{gp}} скорость вращения спиральных рукавов (следовательно, в неинерциальной системе отсчёта, вращающейся с угловой скоростью {\displaystyle \Omega _{gp}}, спиральные рукава будут неподвижными). Звёзды не всегда находятся стационарно внутри рукавов, но вблизи определённого расстояния от центра галактики — радиуса коротации {\displaystyle R_{c}} — звёзды и спиральные рукава двигаются с одинаковыми скоростями. Внутри радиуса коротации звёзды двигаются быстрее спиральных рукавов ({\displaystyle \Omega >\Omega _{gp}}), вне радиуса коротации звёзды двигаются медленнее спирального узора ({\displaystyle \Omega <\Omega _{gp}}). Можно заметить, что в случае спирального узора, состоящего из m ветвей, звезда на галактоцентрическом расстоянии R будет двигаться сквозь спиральную структуру с частотой {\displaystyle m(\Omega _{gp}-\Omega (R))}. Следовательно, гравитационное взаимодействие между звёздами может поддерживать спиральную структуру в случае, если частота, с которой звезда проходит через спиральные рукава, не превосходит эпициклическую частоту {\displaystyle \kappa (R)} звезды. Это означает, что существующая длительное время спиральная структура может существовать только между внутренним и внешним резонансами Линдблада, радиусы которых определяются из равенств {\displaystyle \Omega (R)=\Omega _{gp}+\kappa /m} и {\displaystyle \Omega (R)=\Omega _{gp}-\kappa /m}.
- Анимация 1: в предположении спиральных рукавов как материальных образований галактика должна вращаться твердотельно вокруг центра для того, чтобы поддерживать постоянную спиральную структуру; данные предположения противоречат наблюдательным данным.
- Анимация 2: как показал Б. Линдблад, дифференциальное вращение галактики в течение нескольких оборотов превратит спиральные рукава в очень туго закрученные в случае, если рассматривать спиральную структуру как состоящую из фиксированной концентрации массы.
- Анимация 3: орбиты звёзд, предсказываемые теорией волн плотности, позволяют существовать стабильным спиральным рукавам. В процессе орбитального вращения звёзды входят в спиральный рукав и затем покидают его.

## Другие приложения теории
Теория волн плотности также объясняет ряд других наблюдательных данных о спиральных галактиках: упорядоченное расположение облаков нейтрального водорода, пылевых полос на внутренних краях спиральных рукавов, существование молодых массивных звёзд и областей ионизированного водорода в рукавах. Когда облака газа и пыли входят в волну плотности и подвергаются сжатию, темп звездообразования увеличивается, поскольку параметры некоторых облаков в подобных условиях удовлетворяют критерию гравитационной неустойчивости, и в результате коллапса облака формируют звёзды. Поскольку образование звёзд происходит не моментально, то молодые звёзды располагаются за волнами плотности. Возникающие горячие OB-звёзды ионизируют газ межзвёздной среды, создавая области ионизированного водорода. Такие звёзды обладают сравнительно малым временем жизни и прекращают существование раньше, чем покинут волну плотности. Более маленькие и гораздо более долгоживущие красные звёзды покидают волну плотности, в итоге распределяясь по всему диску галактики.

## Система колец Сатурна
С конца 1970-х годов П. Голдрейх, Ф. Шу и другие астрономы применяли теорию волн плотности при исследовании колец Сатурна. Кольца Сатурна (в особенности кольцо A) содержат большое количество спиральных волн плотности, связанных с резонансами со спутниками Сатурна. Спиральные волны в кольцах Сатурна гораздо более туго закручены по сравнению со спиральными рукавами дисков галактик, что является следствием высокой массы Сатурна по сравнению с массой колец. Миссия «Кассини-Гюйгенс» обнаружила очень малые волны плотности, создаваемые спутниками Паном и Атласом и резонансами более высоких порядков с массивными спутниками Сатурна; также были обнаружены волны, меняющие форму со временем вследствие изменяющихся орбит Януса и Эпиметея